# Erioptera cacuminis
Erioptera cacuminis är en tvåvingeart som beskrevs av Edwards 1926. Erioptera cacuminis ingår i släktet Erioptera och familjen småharkrankar. Inga underarter finns listade i Catalogue of Life.